# Spirorbis variabilis
Spirorbis variabilis är en ringmaskart som beskrevs av Bush 1905. Spirorbis variabilis ingår i släktet Spirorbis och familjen Serpulidae. Inga underarter finns listade i Catalogue of Life.